# Sankt Peter og Poul-katedralen i Šiauliai
St. Peter og Paul-katedralen i Šiauliai (litauisk: Šiaulių Šv. apaštalų Petro ir Pauliaus katedra) er en katedral i Šiauliai i Litauen. Det er en katolsk kirke og Šiauliai Domkirke. Kirken er repræsentant for den mest fremragende renæssancearkitektur i Litauen.

## Kirkebygning
Kirken er bygget i renæssancestil. Bygningen har en grundplan som et latinsk kors, med tårn og et sekskantet apsis. Kirken kan have fungeret som en befæstet kirke, både ved døren og ud mod kirkegården er skydeskår i væggen, og kirkegården har forsvarstårne i hjørnerne. På bygningens sydvæg findes et solur, som menes at stamme fra 1625, men andre forfattere mener, at det først blev placeret der efter branden i 1880, da det oprindelige mekaniske ur brændte.
Bygningen har ikke overlevet i sin oprindelige form: genopbygning har fundet sted, og kirken er også brændt flere gange. Det tidligere tårn var lidt lavere og todelt. Den daværende kirke havde et usædvanligt højt (70 m) ottekantet tårn. Den nuværende kirkebygning er en bygning med et kirkeskib og transept. Det ottekantede tårn er artikuleret med karnap.
Indvendigt domineres kirken af de for litauisk renæssancearkitektur karakteristiske buer. Både indvendigt og udvendigt er anvendt en særlig hvidtonet maling. Den eneste undtagelse er tre gyldne lysekroner. Orgelet er placeret på et galleri med en balustrade af træ der forløber rundt om kirkerummet. Galleriet understøtter en bred gesims. Hvælvingerne er enkle. Før 2. verdenskrig var kirkens vægge dekorerede med malerierne. Kirkeskibet er langt og rummeligt; transeptet er næsten usynligt indvendigt. Det er adskilt af vægge med buedeformede åbninger, der giver indtryk af, at det er to døre til kirken.
Døren til kapellet er lavet af træ og dekoreret med udskæringer. Også døren til sakristiet er af træ, men denne er dekoreret med metalornamenter.

## Historie
Den første trækirke blev bygget i Šiauliai i 1445 af Mykolas Kęsgaila. I årene 1617-1626 blev der bygget en ny stenkirke på stedet, og Sigismund 3. Vasa tilskødede denne nogle landområder. I 1625 blev et solur opsat på kirkens mur. I 1655 brændte bygningen. Restaureringsarbejdet blev gennemført i 1676. I 1856 blev også kirketårnet restaureret. Rehabiliteringsarbejdet blev ledet af præsten Liudvikas Mažonavičius. I 1880 brændte kirketårnet; det blev genopført med nogle afvigelser i forhold til tidligere.
I 1924 blev der opført kapeller langs kirkens sider, hvilke skjuler kirkens oprindelige form. Kirken led også under 2. verdenskrig; på den tid blev meget af kirkens inventar ødelagt. Restaureringsarbejdet begyndte i 1951, og to år senere var kirken igen anvendelig.
I 1997 blev kirken ophøjet til katedral. Derefter blev bygningen renoveret og et nyt alter blev installeret.